# Pampa de la Isla
Pampa de la Isla, oficialmente Distrito Municipal N° 6, es uno de los quince distritos municipales que junto con el área rural conforman el municipio de Santa Cruz de la Sierra, en Bolivia. Según el censo de 2012 tenía una población de 212.272 habitantes. En la Encuesta de Estimación Poblacional del año 2023 tiene una población de más de 280.000 habitantes.